# Полковий хорунжий

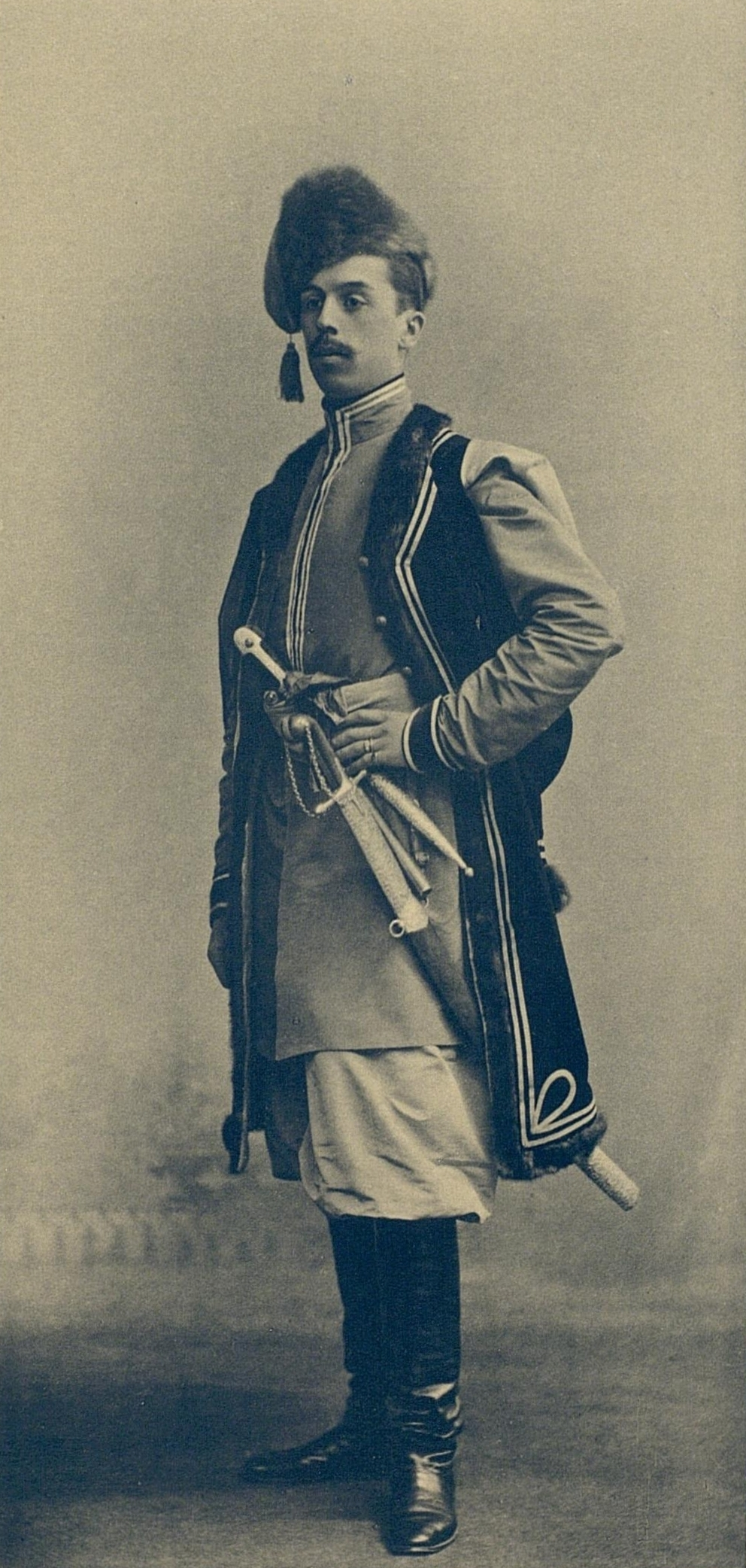
Поручник Короченцов в одязі хорунжого Охтирського козацького полку, на костюмованому балу (1903)

Полкови́й хорунжий — представник військової та цивільної адміністрації полку в Гетьманщині і Слобідській Україні у другій половині XVII—XVIII ст., належав до полкової старшини.
Полковий хорунжий мав під своїм доглядом полковий прапор. Деколи у полку було двоє полкових хорунжих, один з них доглядав за полковою корогвою, другий — за малим прапором, або «значком». Під проводом полкового хорунжого стояли значкові товариші (хорунжові козаки). У деяких випадках мав відповідати за полкову музику.
Спочатку полкові хорунжі обирались на полкових радах, як і вся інша полкова старшина. Однак згодом, незважаючи на те, що ця посада продовжувала вважатися виборною, її займали особи, призначені полковником (за погодженням зі старшиною) та затверджені гетьманом. Призначення оформлювалось гетьманським універсалом чи полковницьким листом.
У компаніських (охотницьких), охочепіхотних та охочекомонних полках полкові хорунжі несли майже такі ж обов'язки, як і хорунжі у звичайних козацьких полках. Охотницька старшина вважалася нижчою за основну козацьку старшину. Полковий хорунжий охотницьких полків був нижчий за рангом від козацького полкового хорунжого й дорівнював козацькому сотникові.
Посаду полкового хорунжого у Слобідській Україні ліквідовано в 1765, у Лівобережній Україні — 1781, причому згідно з Табелем про ранги Російської імперії полкові хорунжі відповідали XII класу й отримували військовий чин поручника чи цивільний губернського секретаря. Якщо старшина не брав участі у походах, то він міг отримати чин на штабель нижче. Наприклад, останній полковий хорунжий Охтирського слобідського козацького полку Михайло Линецький (до 1765 року) у Охтирському гусарському полку став поручником.